# Leptochilus fallax
Leptochilus fallax är en stekelart som först beskrevs av Henri Saussure 1852.  Leptochilus fallax ingår i släktet Leptochilus och familjen Eumenidae. Inga underarter finns listade i Catalogue of Life.